# Lavoir Saint-Aignan
Le lavoir Saint-Aignan est un lavoir situé à Saint-Aignan, dans le département français des Ardennes.

## Description

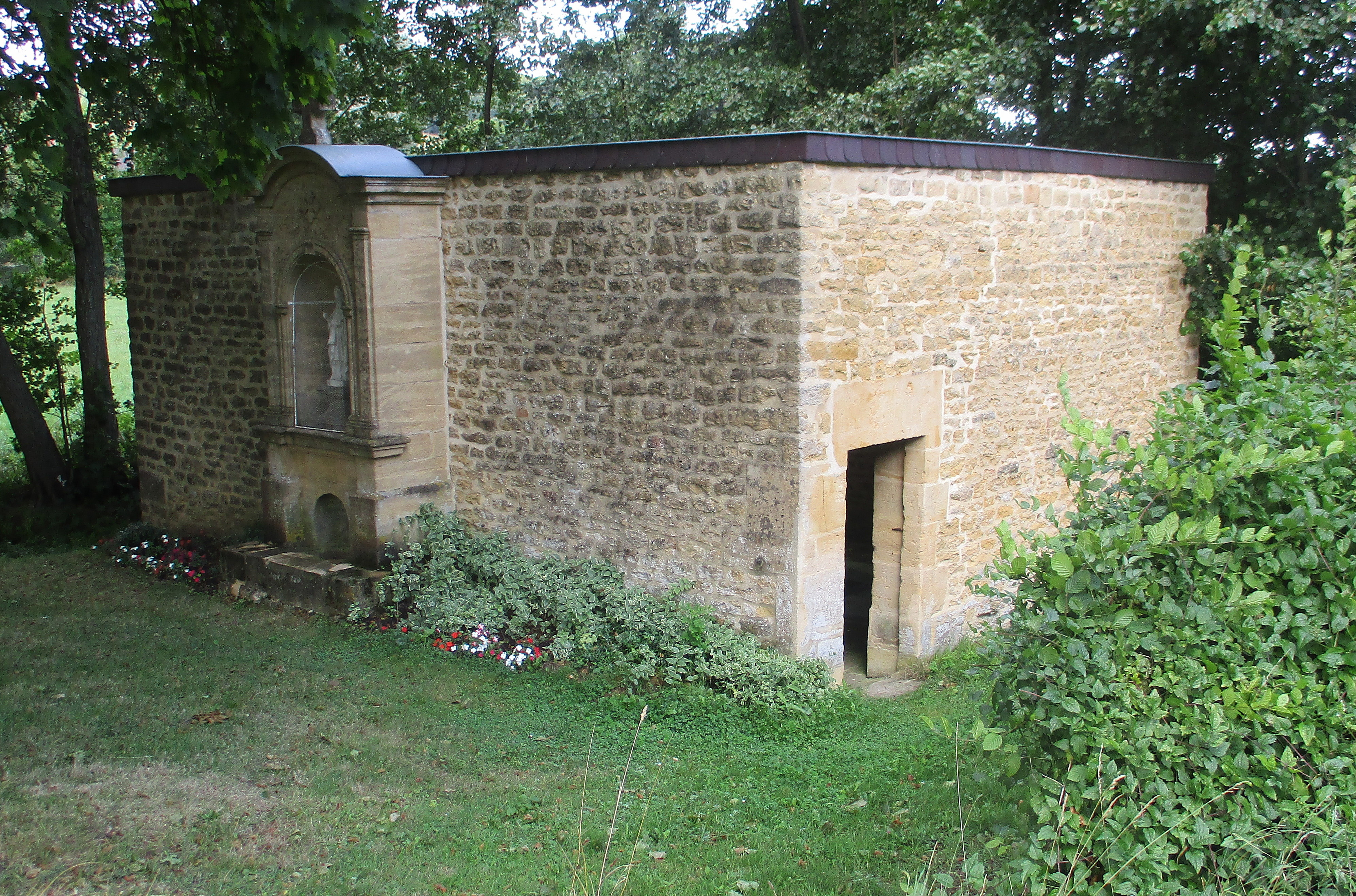
Lavoir.

## Localisation
Le lavoir est situé sur la commune de Saint-Aignan, dans le département français des Ardennes.

## Historique
L'édifice est inscrit au titre des monuments historiques en 1986.